# Brianza
Brianza là một khu vực ở tây bắc Ý, khu vực này nằm ở chân dãy núi Alpes, ở phía bắc-tây vùng Lombardia, miền bắc Italia, khu vực này bao gồm các tỉnh Monza và Brianza, tỉnh Lecco, tỉnh Como và một phần của tỉnh Milano.
Nó trải dài từ phía Bắc khu Canzo đến khu vực Monza (theo như, khoảng, 3 km từ trung tâm lịch sử của Milan), và từ phía tây sông Seveso đến sông Adda. Một con sông quan trọng là sông Lambro. Khu vực phía nam và phía tây chủ yếu là đồng bằng, trong khi phía bắc và phía đông là đồi.
Các thị trấn quan trọng nhất là: Fino Mornasco, Cantù, Erba, Canzo, Annone di Brianza, Merate, Casatenovo, Oggiono, Barzanò, Lesmo, Briosco, Lissone, Desio và Seregno, Carate Brianza, Giussano, và Monza. 
Ngôn ngữ sử dụng tại đây gồm tiếng Ý và Brianzöö, một phương ngữ của tiếng Insubric.